# Hermann Scheipers
Hermann Joseph Scheipers (* 24. Juli 1913 in Ochtrup; † 2. Juni 2016 ebenda) war ein römisch-katholischer Priester und einer der letzten lebenden geistlichen Insassen des KZ Dachau.

## Leben
Hermann Scheipers wuchs gemeinsam mit seiner Zwillingsschwester Anna im westmünsterländischen Ochtrup auf und besuchte dort die Volksschule sowie das Gymnasium in Rheine. Er studierte katholische Theologie an der Westfälischen Wilhelms-Universität in Münster. Danach trat er 1936 in das Pastoralseminar des jungen, priesterarmen Bistums Meißen in Schmochtitz bei Bautzen ein. Schon in seiner Schulzeit und bis zu seinem Tod war er Mitglied im katholischen Bund Neudeutschland. Seine Priesterweihe empfing er am 1. August 1937 durch Bischof Petrus Legge im Dom St. Petri zu Bautzen. Seine erste Kaplanstelle führte ihn nach Hubertusburg/Wermsdorf. Am 4. Oktober 1940 wurde er verhaftet, weil er sich als Seelsorger offen für polnische Zwangsarbeiter einsetzte und gemeinsam mit ihnen einen Gottesdienst feiern wollte. Vom Polizeigefängnis Leipzig aus kam er im März 1941 ins KZ Dachau. Im KZ Dachau wurde er als Staatsfeind eingestuft. Er trug den roten Balken der Politischen, den auch Kommunisten und Sozialdemokraten trugen.
Unter Lebensgefahr hielt seine Zwillingsschwester Anna in den folgenden Jahren den Kontakt zu ihrem inhaftierten Bruder aufrecht, schmuggelte Briefe, Lebensmittel und Medikamente ins Lager. 1942 rettete sie ihn und zugleich viele weitere Priester durch eine mutige Intervention beim SS-Reichssicherheitshauptamt in Berlin vor dem Abtransport als „nicht arbeitsfähig“ aus dem Invalidenblock des KZ Dachau in die NS-Tötungsanstalt Hartheim bei Linz. Im KZ Dachau war Scheipers mit dem evangelischen Dresdner Märtyrer Paul Richter, dem sorbischen Kaplan Alois Andritzki und weiteren evangelischen und katholischen Geistlichen auf einer Stube des Pfarrerblocks untergebracht. Lebensrettend war für ihn die Kraft, die er aus der täglichen Feier der Eucharistie in der provisorischen Kapelle im Pfarrerblock schöpfte.
Am 27. April 1945, zwei Tage vor der Befreiung des Konzentrationslagers Dachau durch amerikanische Streitkräfte, gelang Scheipers auf einem Todesmarsch die Flucht in die Freiheit. 1946 kehrte er ins Bistum Meißen zurück, wo er schon bald mit dem SED-Regime in Konflikt geriet.

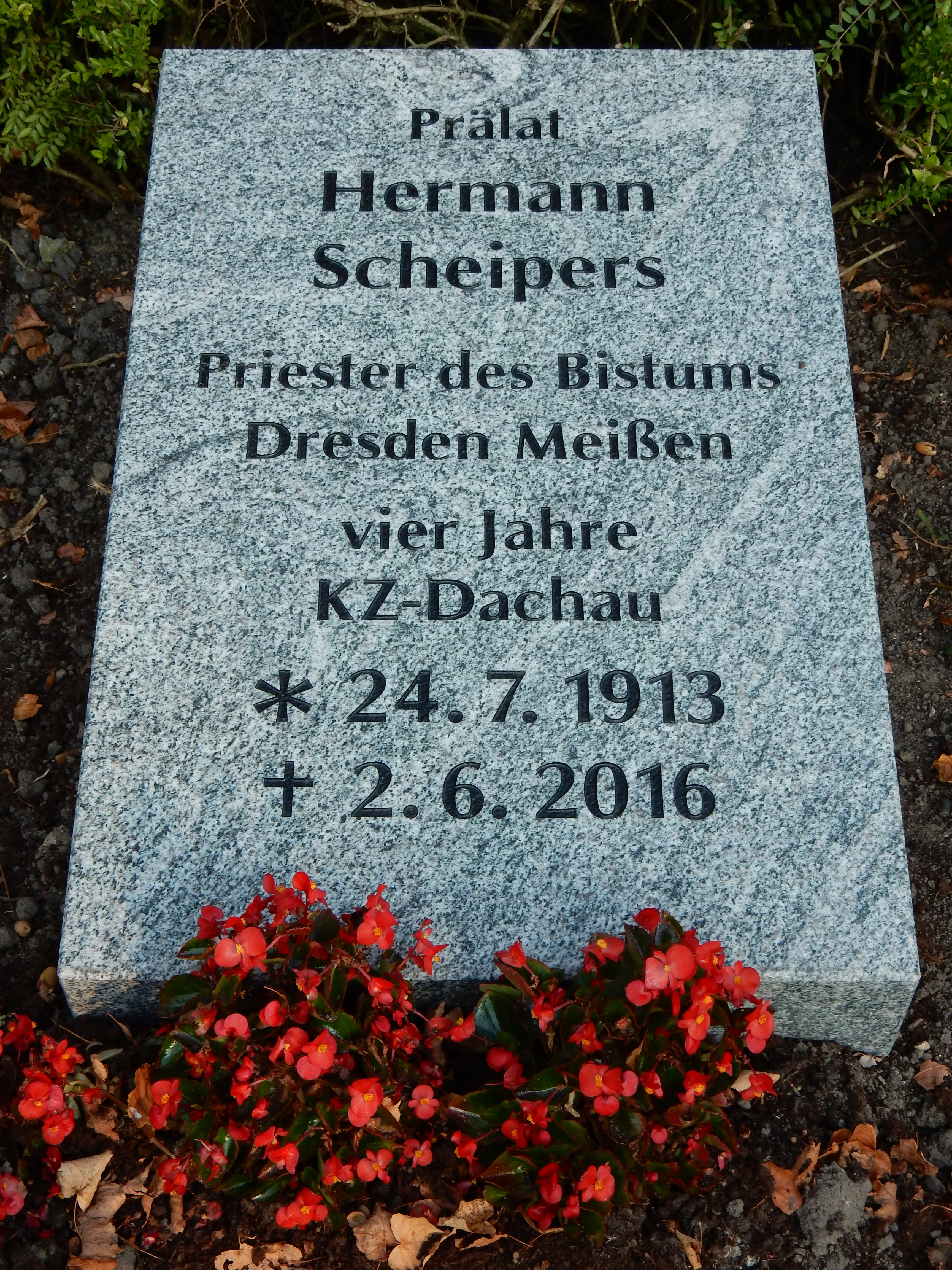
Das Grab von Hermann Scheipers auf dem Friedhof Alte Maate in Ochtrup

Scheipers wirkte nach dem Zweiten Weltkrieg im heutigen Bistum Dresden-Meißen als Seelsorger in Radebeul, Berggießhübel, Dresden-Johannstadt, Freital, Wilsdruff und Schirgiswalde. In der Schirgiswalder Pfarrgemeinde St. Mariä Himmelfahrt war er von 1960 bis 1983 Pfarrer. 1983 trat Hermann Scheipers in den Ruhestand und kehrte in das Bistum Münster zurück. Er lebte später wieder in seiner Geburtsstadt Ochtrup. Anfang August 2007 feierte er seine Gnadenprimiz, den 70. Jahrestag seiner Priesterweihe.
In den letzten Jahrzehnten berichtete er vor Schulklassen und bei Bildungsveranstaltungen von seinen Erlebnissen unter dem Hitler-Regime und im SED-Staat. Vortragsreisen führten ihn nach Spanien und in die USA, ebenso war er nach Frankreich und in die Niederlande eingeladen. Über sein Leben und das seiner Schwester Anna drehte der Münchener Filmemacher David Menzhausen in gemeinsamem Auftrag von MDR und LWL-Medienzentrum für Westfalen den Film Dir gehört mein Leben, der auch als DVD in deutscher, englischer und polnischer Sprache erschien.
Hermann Scheipers wurde 102 Jahre alt. Sein Grab befindet sich auf dem Friedhof Alte Maate in Ochtrup.

## Ehrungen

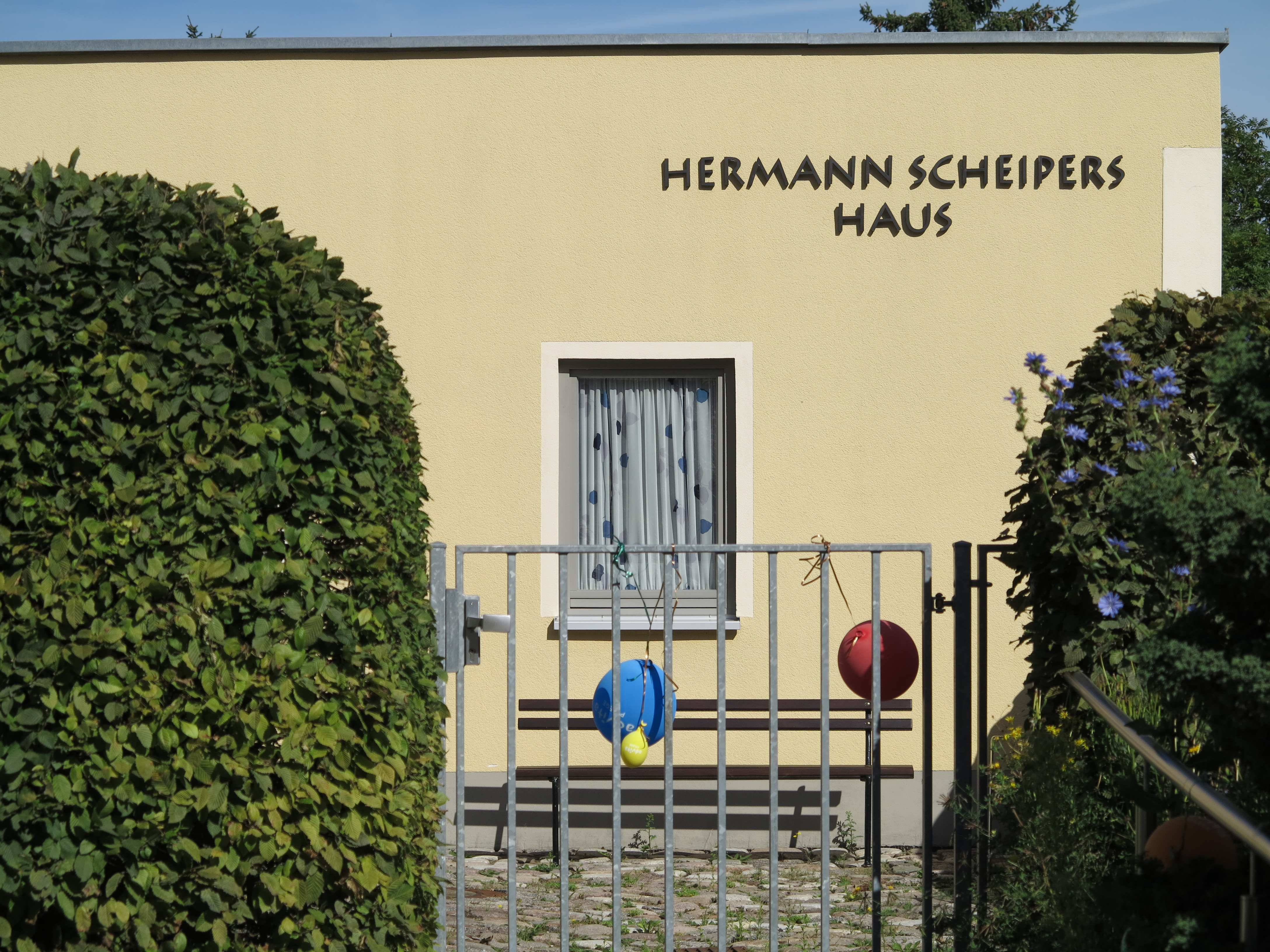
Hermann Scheipers-Haus in Wilsdruf

- 1973 ehrte ihn Bischof Gerhard Schaffran mit der Ernennung zum Ehrendomkapitular des Kathedralkapitels St. Petri in Bautzen.
- 2002 erhielt er zusammen mit seiner Schwester Anna das Bundesverdienstkreuz am Bande.
- 2012 bekam er das Bundesverdienstkreuz 1. Klasse verliehen.[7]
- 2003 wurde er von Papst Johannes Paul II. zum Päpstlichen Ehrenprälaten ernannt. Bei der Überreichung der Ernennungsurkunde würdigte Bischof Joachim Reinelt die Standhaftigkeit und Verdienste des Seelsorgers im Widerstand gegen Staatswillkür und Diktatur – zuerst zu Zeiten des Nationalsozialismus, später unter dem Regime der DDR.[9]
- 2003 wurde er zum Ehrenbürger der Stadt Schirgiswalde ernannt. Diese Ehre erwiesen ihm auch die Gemeinde Hubertusburg/Wermsdorf[10] und Williamsport in den USA.[11] Anlässlich der Vollendung seines 100. Lebensjahres wurde Prälat Scheipers am 24. Juli 2013 die Ehrenbürgerwürde der Stadt Wilsdruff und am 28. Juli 2013 der Stadt Ochtrup verliehen.
- 2013 wurde er mit dem Kavalierskreuz des Verdienstordens der Republik Polen ausgezeichnet.[12]
- 2013 stellte die katholische Filialgemeinde St. Pius X in Wilsdruff ihr neues Gemeindehaus unter sein Patronat.  Das Hermann-Scheipers-Haus steht in Nachbarschaft der St. Pius-Kirche.

## Veröffentlichungen
- mit Rudolf Siegel und Johannes Lubczyk: Blutzeuge der Wahrheit. Ein Gedenkblatt für den im KZ Dachau verstorbenen Jugendseelsorger des Bistums Meißen Dr. Bernhard Wensch. Morus-Verlag, Berlin 1949, OCLC 73684045.
- Gratwanderungen. Priester unter zwei Diktaturen. Benno-Verlag, Leipzig 1997, ISBN 3-7462-1221-9.
- Hermann Scheipers. In: Susanne Hahn [Hrsg.]: Hubertusburger Frieden – Ewiger Frieden?! 1. Hubertusburger Friedensgespräche. 21.-23. September 2006. Turnshare, London 2007, ISBN 978-1-903343-99-9.

## Film
- LWL-Medienzentrum für Westfalen (Hrsg.): Dir gehört mein Leben. Die Geschichte von Anna und Hermann Scheipers. Zivilcourage und Gottvertrauen zwischen zwei Diktaturen. DVD, Münster 2011, ISBN 978-3-939974-22-2.
- Max Kronawitter: Zwischen Verbrechern und Heiligen. Hermann Scheipers – Der letzte Priester vom KZ Dachau. DVD, Ikarus-Film München 2013